# Waldoboro (Maine)
Waldoboro – miasto w Stanach Zjednoczonych, w stanie Maine, w hrabstwie Lincoln.